# Lemmings Revolution
Lemmings Revolution — это головоломка, выпущенная в 2000 году. Как и в предыдущих играх серии Lemmings, целью игры состоит в том, чтобы помочь леммингам дойти до выхода, предоставляя им определенные навыки. Каждый уровень расположен на вращающемся цилиндре, поэтому, несмотря на то, что игра отображается в 3D, она больше похожа на 2D-игры.

## Сюжет
Сюжетная линия Lemmings Revolution вращается вокруг хорьков, которые однажды развлекали себя, наблюдая за старыми приключениями леммингов. Желая большего, они захватили леммингов и создали новые головоломки, чтобы они могли наблюдать за леммингами.

## Игровой процесс
Основным новым элементом в этой игре является изменение дизайна уровня. Все уровни теперь состоят из цилиндрических колонн, заставляя леммингов ходить в больших кругах на самой внешней области. Это существенно создает 2D-уровни, которые просто обтекают цилиндр от одной стороны к другой. Уровни больше не имеют конца влево или вправо, что дает леммингам возможность вернуться в место не отслеживая свой маршрут при столкновении с препятствием. Вся эта концепция была впервые показана в 8-битной игре Nebulus, одной из самых известных игр для платформы Commodore 64 и других современных компьютеров.
Уровни просматриваются с одной точки, из которой игрок может вращать уровень на своей оси в любом направлении. Это похоже на простую прокрутку влево или вправо из предыдущих игр серии. Увеличение и уменьшение масштаба также возможно в один шаг. В увеличенном режиме можно перемещать камеру под фиксированным углом. Все оригинальные восемь навыков из Lemmings возвращаются в этой игре с тем же использованием. Также возвращение из предыдущих игр — кнопка быстрой перемотки вперед и опция «nuke all». Структура уровней также значительно изменилась. Как только уровень будет завершен, станут доступны еще два уровня, каждый из которых немного сложнее, чем предыдущий. Это создает иерархическую треугольную структуру, позволяющую получать все больше и больше уровней по мере прохождения игры. Таким образом, можно поиграть в последний столбец уровней, пропуская некоторые другие. Всего в игре 102 уровня.

## Отзывы
| Сводный рейтинг | Сводный рейтинг |
| Агрегатор       | Оценка          |
| --------------- | --------------- |
| GameRankings    | 74,11 %         |

Игра получила от средних до положительных отзывов от критиков. Самый высокий балл был 8/10, данный IGN и критиками из PC Gameplay, Game Raiders, Computer Games Mag и Computer Games World. Наименьший балл составлял 30/100, данный Frictionless Insight.